# Adolf Max Obermayer
Adolf Max Obermayer (* 13. Juli 1911 in München; † 1976) war ein deutscher Diplomat und war insbesondere als Botschafter tätig.

## Leben
Adolf Max Obermayer, Sohn von Cateau Obermayer, geborene Kalff, und des Kunstmalers Max Obermayer (1866–1949), studierte Rechtswissenschaften, Staatswissenschaften und vor allem Volkswirtschaft (Betriebswirtschaft) an der TH München. 1935 schloss er sein Studium als Diplom-Kaufmann ab. Während seiner Studienzeit in München, Rotterdam, London, Paris und Nancy war er in Banken beschäftigt.
Von 1936 bis 1938 war Obermayer Wissenschaftlicher Mitarbeiter an der TH München. Von 1937 bis 1939 war er Wirtschaftsberater. 1938 wurde er in München zum Dr. rer. pol. promoviert und nahm danach von 1939 bis 1945 als Soldat im Kriegsdienst am Zweiten Weltkrieg teil. Nach dem 8. Mai 1945 wurde Obermayer mit Aufgaben aus dem Revisions- und Treuhandwesen betraut.
1951 trat Obermayer ins Auswärtige Amt ein und arbeitete bis 1953 am Generalkonsulat in Amsterdam. Bis 1958 war er an der Botschaft in Kopenhagen akkreditiert. In dieser Zeit wurde er 1955 zum Legationsrat befördert. Von 1958 bis 1961 arbeitete er als Legationsrat Erster Klasse in Bonn. 1961 wurde er zum Botschaftsrat Erster Klasse befördert und an die Botschaft in Den Haag versetzt.
Von 1968 bis 1972 war er Botschafter in Stockholm (Schweden), danach bis zu seiner Pensionierung 1976 Botschafter wieder in Den Haag in den Niederlanden.
Adolf Obermayer war evangelisch, ab 1947 mit Gerd-Sigrid Obermayer, geborene Malm, verheiratet, wohnte in München und hatte zwei Kinder (Michael und die vor 1986 verstorbene Ulrica Adrienne).

## Auszeichnungen und Ehrungen
- 1969: Bundesverdienstkreuz Erster Klasse
- Kommandatur Oranje Nassau (Niederlande)
- Großkreuz Nordstern (Schweden)
- Ritter Dannebrog (Dänemark)
- Großkreuz Oranje Nassau

## Veröffentlichungen
- Berichterstattung nach den Grundsätzen einer gewissenhaften und getreuen Rechenschaftsablegung im Geschäftsbericht der A.-G. Schloss Birkeneck, 1939 (zugleich Dissertation, Technische Universität München 1938), DNB 570975158.